# Blackwood, South Australia
Blackwood är en del av en befolkad plats i Australien. Den ligger i kommunen Mitcham och delstaten South Australia, omkring 10 kilometer söder om delstatshuvudstaden Adelaide. Antalet invånare är 3 799.
Runt Blackwood är det ganska tätbefolkat, med 222 invånare per kvadratkilometer.. Närmaste större samhälle är Adelaide, omkring 10 kilometer norr om Blackwood. 
I omgivningarna runt Blackwood växer huvudsakligen savannskog. Genomsnittlig årsnederbörd är 729 millimeter. Den regnigaste månaden är juni, med i genomsnitt 133 mm nederbörd, och den torraste är december, med 21 mm nederbörd.